# Kręgi Nowe

Kręgi Nowe (prononciation : [ˈkrɛnɡi ˈnɔvɛ]) est un village polonais de la gmina de Wyszków dans le powiat de Wyszków de la voïvodie de Mazovie dans le centre-est de la Pologne.
Il se situe à environ 6 kilomètres à l'ouest de Wyszków (siège de la gmina et de la powiat) et à 49 kilomètres au nord-est de Varsovie (capitale de la Pologne).
Le village possède une population de 190 habitants en 2006.

## Histoire
Jusqu'en 1975, il faisait partie du territoire de la Voïvodie de Varsovie, puis de 1975 à 1998, de celui de la Voïvodie d'Ostrołęka